# 나카하라 히카루
나카하라 히카루(일본어: 中原 輝, 1996년 7월 8일~)는 일본의 축구 선수이다.

## 구단 경력
그는 2019년 J3리그의 로아소 구마모토에 입단했다. 2020년까지 62경기에 출전하여, 6득점을 넣었다. 2021년 J2리그의 몬테디오 야마가타로 이적했다. 2022년 J1리그의 세레소 오사카로 이적했다. 2023년까지 43경기에 출전하여, 2득점을 넣었다. 2023년 7월 J2리그의 도쿄 베르디로 이적했다. 2023년 J2리그 3위를 기록하여 J1리그로 승격했다. 2024년 J1리그의 사간 도스로 이적했다. 2025년 시미즈 에스펄스로 이적했다.